# Саласар Лопес, Хосе
Хосе Саласар Лопес (исп. José Salazar López; 12 января 1910, Амека, Мексика — 9 июля 1991, Гвадалахара, Мексика) — мексиканский кардинал. Титулярный епископ Прусиаде и коадъютор Саморы 22 мая 1961 по 15 сентября 1967. Епископ Саморы 15 сентября 1967 по 21 февраля 1970. Архиепископ Гвадалахары с 21 февраля 1970 по 15 мая 1987. Кардинал-священник с титулом церкви Санта-Эмеренциана-а-Тор-Фьоренца с 5 марта 1973. 